# Partidul Creștin-Democrat (Norvegia)
Kristelig Folkeparti (KrF) este un partid creștin-democrat din Norvegia.

## Personalități
- Kjell Magne Bondevik, premier al Norvegiei între 2001-2005

## Lista liderilor partidului
- Ingebrigt Bjørø (1933–1938)
- Nils Lavik (1938–1951)
- Erling Wikborg (1951–1955)
- Einar Hareide (1955–1967)
- Lars Korvald (1967–1975)
- Kåre Kristiansen (1975–1977)
- Lars Korvald (1977–1979)
- Kåre Kristiansen (1979–1983)
- Kjell Magne Bondevik (1983–1995)
- Valgerd Svarstad Haugland (1995–2004)
- Dagfinn Høybråten (2004–2011)
- Knut Arild Hareide (2011–2019)
- Kjell Ingolf Ropstad (2019–prezent)